# Juan Alderete
Juan Alderete (ur. 5 września 1963) – amerykański basista zespołu The Mars Volta.

## Życiorys
Od wczesnych lat słuchał jazzu dzięki swojemu ojcu, który był wielkim fanem tej muzyki. Duży wpływ na Aldrete’a miały również zespoły grające rock progresywny, takie jak Yes, Rush oraz King Crimson. Podstaw gry na gitarze basowej zaczął uczyć się w wieku 16 lat; czerpał głównie z gry takich muzyków jak Jaco Pastorius, Geddy Lee, czy Stanley Clarke, lecz również z linii basowych stosowanych w utworach hip-hopowych Dr’a Dre. Podobno jego fascynacja gitarą basową przybrała na sile, ponieważ był to instrument w pewien sposób „niedoceniany”.
W roku 2003 podczas pracy w radio Alderete otrzymał telefon od Omara Rodrígueza-Lópeza z zespołu The Mars Volta, który był wtedy w trasie koncertowej, z zaproszeniem na przesłuchanie do zespołu:

W końcu doszło do przesłuchania, jednak nie dali do zrozumienia czy im się podoba, czy nie. Powiedzieli tylko, że mogę zostawić swój sprzęt na następny dzień. Drugiego dnia chyba nie poszło mi dobrze. Trzeciego dnia trochę pojammowaliśmy, jednak miałem problemy z szalonym przejściem w utworze z pierwszej płyty – “Roulette Dares”. Po prostu nie wiedziałem, jak mam to zagrać, więc powiedziałem Omarowi, „Nie wiem, czemu mi to nie wychodzi, ale naprawdę się do tego przyłożę,” a on powiedział, „No, mam nadzieję, bo w czwartek mamy koncert.”

W 2004 z zespołem The Mars Volta nagrał płytę Frances the Mute. Od kiedy dołączył do grupy, już dwukrotnie pojawił się na okładkach magazynu Bass Player Magazine. 1 maja 2007 Alderete ogłosił, że zdiagnozowano u niego rzadką chorobę krwi o nazwie czerwienica prawdziwa. Artysta stwierdził jednak, że czuje się dobrze i jego leki nie powodują żadnych skutków ubocznych, dlatego będzie nadal grał. Po tym, jak odkrył u siebie tę chorobę, Juan został rzecznikiem organizacji zajmującej się m.in. tą chorobą – MPD Foundation.
Wraz z Omarem i Paulem Hinojosem Alderete współtworzy obecnie nowy film, którego wstępny tytuł brzmi The Sentimental Engine Slayer.
Obecnie mieszka w Los Angeles ze swoją żoną, Anne.

## Sprzęt
Sprzęt Juana Alderete'a w roku 2005:
Gitary basowe
- 1971 Fender Precision Bass Fretless (główny bas Juana na płycie Frances the Mute.)
- 1973 Fender Precision Bass
- 1977 Fender Jazz Bass
- 1986 Fender Jazz bass
- Fender Geddy Lee Jazz basses

## Dyskografia

### ZRacer X
- Street Lethal (1986)
- Second Heat (1988)
- Extreme Volume: Live (1988)
- Extreme Volume: Live 2 (1992)
- Technical Difficulties (2000)
- Superheroes (2000)
- Snowball of Doom (2002)
- Getting Heavier (2002)
- Snowball of Doom 2 (2002)

### Z The Scream
- Let It Scream (1991)

### ZDistortion Felix
- Record (1999)
- I’m An Athlete (1999)

### ZBig Sir
- Big Sir (2000)
- Now That’s What I Call Big Sir (2001)
- Und Die Scheiße Ändert Sich Immer (2006)

### ZThe Mars Volta
- Live EP (2003)
- Frances the Mute (2005)
- Scabdates (2005)
- Amputechture (2006)
- The Bedlam in Goliath – LP (2008)
- Octahedron – (2009)

### ZOmar Rodríguez-López Group
- Omar Rodríguez (2005)
- Please Heat This Eventually (2007)
- Se Dice Bisonte, No Bùfalo (2007)
- Omar Rodríguez-López & Lydia Lunch (2007)
- The Apocalypse Inside of An Orange (2007)
- Calibration (Is Pushing Luck and Key Too Far) (2007)
- Old Money (2008)
- Cryptomnesia (2009)
- Xenophanes (2009)
- Los Sueños de un Hígado (2009)

### ZFree Moral Agents
- The Honey in the Carcass of the Lion – (2007)

### ZB’z
- ACTION – (2007)